# Онищенко, Алексей Семёнович
Алексе́й Семёнович Они́щенко (17 марта 1933, с. Рудка, Полтавская область) — советский и украинский философ и культуролог, академик-секретарь Отделения истории, философии и права НАН Украины, генеральный директор Национальной библиотеки Украины имени В. И. Вернадского, заслуженный деятель науки и техники Украинской ССР (1983), академик НАН Украины, доктор философских наук, профессор. Один из авторов «Атеистического словаря».

## Биография
В 1956 году — окончил историко-философский факультет Киевского государственного университета им. Т. Г. Шевченко.
В 1962 году — окончил аспирантуру Института философии АН УССР.
В 1962—1978 годах — сотрудник Института философии АН УССР (прошёл путь от младшего научного сотрудника до заместителя директора по научной работе).
В 1963 году защитил диссертацию на соискание учёной степени кандидата философских наук по теме «Клерикализм и его роль в идеологии и политике империализма»
В 1975 году защитил диссертацию на соискание учёной степени доктора философских наук по теме «Эволюция современного религиозного сознания и проблемы формирования научно-атеистического мировоззрения».
В 1978—1991 годах — директор Межреспубликанского филиала Академии общественных наук в г. Киеве.
С 1992 года по 2013 год — возглавляет Национальную библиотеку Украины имени В. И. Вернадского.
С 1998 года по 2015 год — академик-секретарь Отделения истории, философии и права НАН Украины, в 2005—2006 годах исполнял обязанности главы Секции общественных и гуманитарных наук НАН Украины.

## Научная деятельность
Алексей Онищенко является автором и соавтором более чем 300 научных трудов, в том числе 17 монографий. Возглавляет редакционную коллегию журнала «Библиотечный вестник», входит в редакционные коллегии научных журналов «Высшее образование Украины», «Вестник НАН Украины», «Киевская древность», «Наука и наукознавство», «Восточный мир».

## Награды
- 1981 — орден «Знак Почёта»
- 1983 — заслуженный деятель науки Украинской ССР.
- 1998 — орден «За заслуги» ІІІ степени[3].
- 2003 — орден князя Ярослава Мудрого V степени.
- 2007 — орден князя Ярослава Мудрого IV степени.
- 2008 — государственная премия Украины в области науки и техники.
- 2013 — орден князя Ярослава Мудрого III степени[4].
- 2016 — юбилейная медаль «25 лет независимости Украины».
- 2018 — орден «За заслуги» ІІ степени[5].
- 2018 — медаль Вернадского